# Odontoscelis lineola

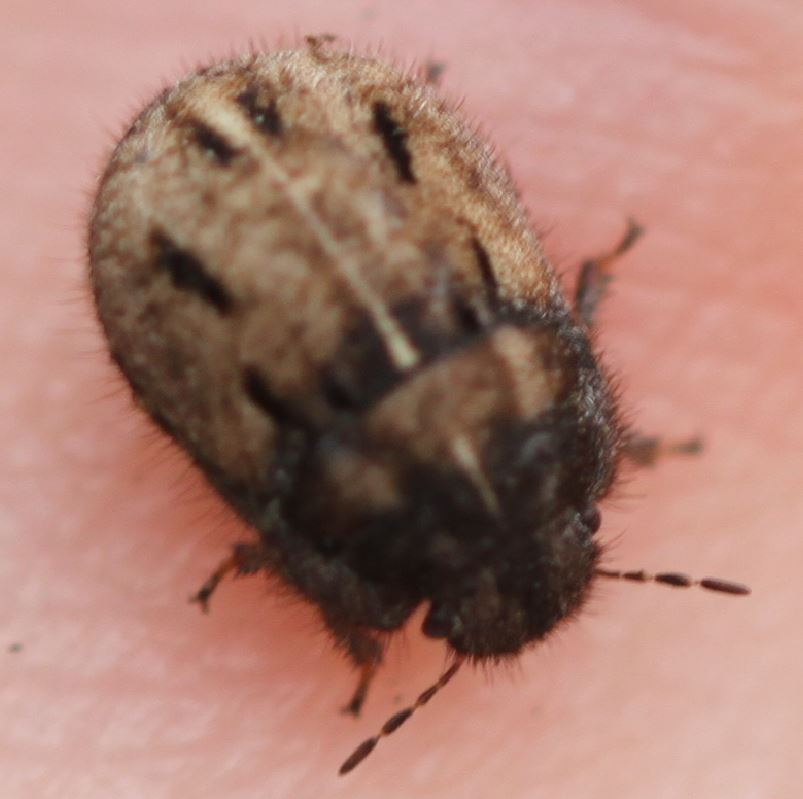

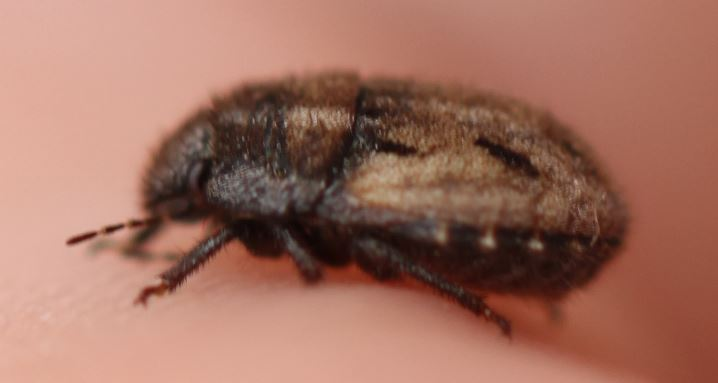
Seitenansicht

Odontoscelis lineola, auch Kleine Steppenwanze genannt, ist eine Wanze aus der Familie der Schildwanzen (Scutelleridae).

## Merkmale
Die Wanzen werden 4,5 bis 6,5 Millimeter lang. Ihr Körper trägt längs des Pronotums und des Schildchens (Scutellum) charakteristische Binden mit silbrigen Härchen, wodurch man die Art von der ähnlichen Odontoscelis fuliginosa unterscheiden kann. Die übrigen Teile der Dorsalseite der Tiere ist mit dunklen Härchen bedeckt.

## Verbreitung und Lebensraum
Die Art ist vom nördlichen Mittelmeerraum bis in den Süden Skandinaviens verbreitet. In Deutschland tritt sie überall auf, ist jedoch nur gelegentlich lokal häufiger. In Österreich ist sie nur aus Niederösterreich, dem Burgenland und der Steiermark bekannt und ist selten. Sie besiedelt wie auch Odontoscelis fuliginosa trockene und warme, vegetationsarme, offene Lebensräume, es besteht jedoch eine stärkere Bindung an Sandböden mit karger Vegetation, wie etwa Silbergrasfluren.

## Lebensweise
Wie auch Odontoscelis fuliginosa leben die Tiere unter verschiedenen Pflanzenarten und sind offenbar polyphag. Häufig findet man sie an Hülsenfrüchtlern (Fabaceae) wie etwa Klee (Trifolium) und Schneckenklee (Medicago). Die Nymphen überwintern. Ab Mai treten die ersten adulten Tiere auf, die sich im Juni und Juli paaren und ihre Eier ablegen. Die Nymphen der neuen Generation erscheinen schon recht bald darauf; die adulten Tiere der neuen Generation findet man bis August, selten auch Anfang September.

## Taxonomie
Die Art wurde 1839 von Jules Pierre Rambur erstbeschrieben. Bekannte Synonyme lauten Cimex dorsalis Fabricius, 1798, Odontoscelis dorsalis Fabricius, 1803 und Odontoscelis dubia Wagner , 1957.

## Belege